# 京浜電気鉄道の4輪電車
京浜電気鉄道の4輪電車では大師電気鉄道、京浜電気鉄道に在籍した4輪客車（電動客車および付随客車）について述べる。

## 概要
1899年（明治32年）に開業した大師電気鉄道（京浜電気鉄道、東京急行電鉄を経て現在の京浜急行電鉄大師線の一部）が京浜電気鉄道に改称された後の1902年（明治35年）までにいずれも木製車体の電動車20両、付随車15両を導入した。導入初期から国産の電動機、台車を使用した車両があった。1890年（明治23年）に行われた第3回内国勧業博覧会で展示運転されたスプレーグ式電車も使用されたほか、改軌工事の際に東京電車鉄道から3両が譲り受けられた。
電動車と付随車が当初製造順に連番となっていたが、1900年以降それぞれ1からの通し番号とされたため、重複番号がある。また、1904年（明治37年）にボギー車が登場すると、これにも1からの通し番号が与えられたため、3両が同じ番号だった時期がある。途中事故等により一部が廃車され、付随車は1912年（明治45年）に使用停止の後1926年（大正15年）に全車廃車、電動車は一部が1925年（大正14年）に海岸電軌に譲渡され、残りが1926年に廃車された。廃車までの間に何度も改番が行われているため、本項は製造年次ごとに記載し、改番履歴は末尾にまとめる。同時期に存在した4輪の電動貨車については京浜電気鉄道の電動貨車を参照のこと。

## 1899年導入車
1899年1月の大師電気鉄道開業時に電動車2両（1・2号）と付随車2両（5・6号）が用意され、同年3月と5月に電動車3・4が導入された。1・2号はウオーカー製25馬力電動機、ペックハム7B台車を採用したが、3・4号は芝浦製の25馬力電動機を採用、台車も芝浦製のペックハム7Bコピー品を採用したが、芝浦製機器の納品が遅れたため開業に間に合わず、これを補充するために次項のスプレーグ式電車を借り入れた。電動車は並等車、付随車は上等とされたが、付随車は翌年に並等に格下げされた。電動車は車体、電機品、台車を他の車両に譲り、1年で姿を消したが、付随車は1、2号に改番され引き続き使用された。

## スプレーグ式電車

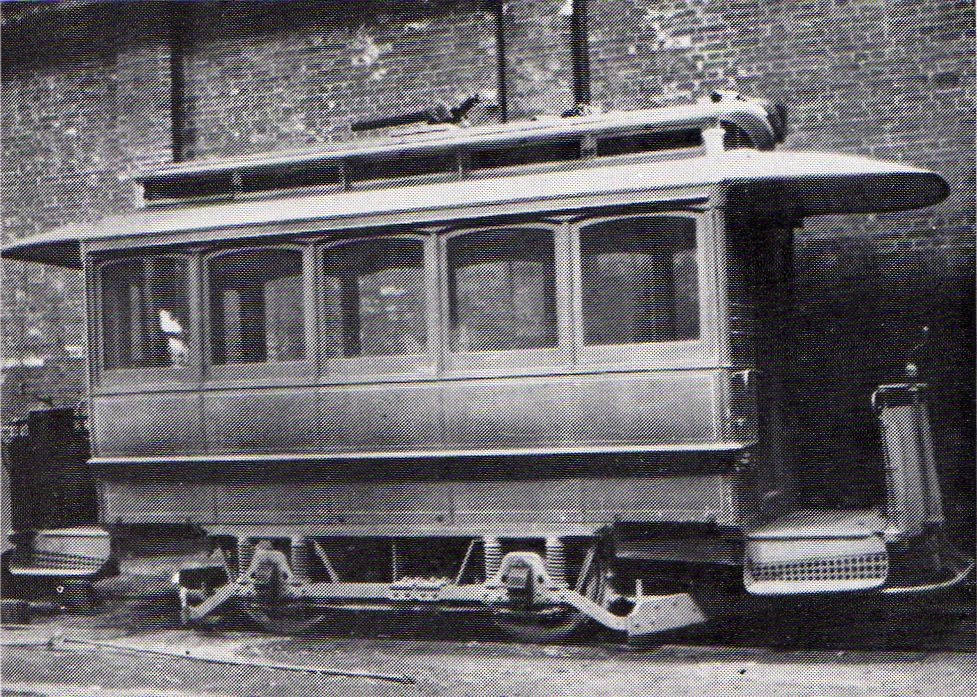
スプレーグ式電車

1890年（明治23年）に行われた第三回内国勧業博覧会で運転された日本初の電車である。大師電気鉄道開業にあたり保有していた三吉商会からまず1両が借り入れられ（電動車7号）、1899年（明治32年）6月にもう1両（付随車8号）とともに購入された。8号は元は電動車であったが、付随車とされたのは7号の予備部品確保のためと言われる。両車とも車両増備の都度最後尾の番号となるよう改番を繰り返したが、改軌時の1904年（明治37年）に廃車となったといわれる。1両が東京市街鉄道へ譲渡され「記念電車」として保存された。

## 1900年・1901年導入車

### 新製車
大森延伸対応として、1900年（明治33年）電動車1 - 6・11・12号（1 ‐ 4号は2代目）が製造された。1 - 6号はブリル21E台車、ウエスチングハウス製30馬力電動機を採用した。11・12号は1899年に導入された3・4号と同じく芝浦製のペックハム7Bコピー台車、および芝浦製の25馬力電動機を採用した。芝浦製作所65年史に引用された1901年2月13日付国民新聞に国産台車を採用した京浜電鉄の車両が同年2月10日に試運転をした旨の記載がある。このほか、1900年（明治33年）10月に付随車5号（2代目）が、翌年に付随車9号が導入された。
電動車は当初上等並等合造だったが、1905年（明治38年）上等廃止により並等に格下げされた。3号が1905年に事故廃車となったが、明治末期の車両台帳には3号が記載されており、3代目3号が存在した可能性が指摘されている。

### 改造車
前年導入の電動車1 - 4号の電機品、台車を利用して電動車7 - 10号が、電動車3・4号の車体を利用して付随車3・4号が作られた。付随車7・8号は電動車初代1・2号の車体を流用したとされるが導入年は定かではなく、1901年と推定される。

## 1902年導入車
川崎および穴守延伸対応として、電動車8両、付随車6両が導入された。6両（13 - 18号）の電動車の台車はペックハム7B、電動機はGE800形25馬力である。残る2両（19・20号?）は大倉組から試用した車両であり、電動機はアルゲマイネ製35馬力、台車はヘルブランド製である。1903年以降の車両表ではデッカー製25馬力電動機、ジョンバット製の台車を使用した19号が記載されており20号は存在しないことになっている。
15号は1915年に小田原電気鉄道（現在の小田急箱根鉄道線）に譲渡されたとの記録があり、小田原電気鉄道側の資料によれば無蓋電動貨車4・5号に京浜電気鉄道由来のペックハム7B台車が使用されている。

## 東京電車鉄道からの譲受車
京浜電気鉄道の1435mmから1372mmへの改軌工事に伴い、1904年5月に東京電車鉄道（後の東京都電の一部）から182、187、188号の3両を譲り受けたが、同年12月には東京電車鉄道に譲渡され一時的な使用に留まった。

## 改番履歴
増備に伴う改番の履歴を下表に示す。

### 電動車
| 1899年 | 1900年 | 1901年 | 1902年 | 1904年 | 廃車    | 備考                                   |
| ------ | ------ | ------ | ------ | ------ | ------- | -------------------------------------- |
|        | 1      | 1      | 1      | 1      | 1925年  | 廃車後海岸電軌へ譲渡                   |
|        | 2      | 2      | 2      | 2      | 1925年  | 廃車後海岸電軌へ譲渡                   |
|        | 3      | 3      | 3      | 3      | 1905年? | 事故廃車?                              |
|        | 4      | 4      | 4      | 4      | 1926年  |                                        |
|        | 5      | 5      | 5      | 5      | 1926年  |                                        |
|        | 6      | 6      | 6      | 6      | 1925年  | 海岸電軌へ譲渡                         |
| 1      | 7      | 7      | 7      | 7      | 1925年  | 改番時に車体新製、廃車後海岸電軌へ譲渡 |
| 2      | 8      | 8      | 8      | 8      | 1926年  | 改番時に車体新製                       |
| 3      | 9      | 9      | 9      | 9      | 1925年  | 改番時に車体新製、廃車後海岸電軌へ譲渡 |
| 4      | 10     | 10     | 10     | 10     | 1926年  | 改番時に車体新製                       |
|        |        | 11     | 11     | 11     | 1925年  | 廃車後海岸電軌へ譲渡                   |
|        |        | 12     | 12     | 12     | 1926年  |                                        |
|        |        |        | 13     | 13     | 1925年  | 廃車後海岸電軌へ譲渡                   |
|        |        |        | 14     | 14     | 1925年  | 廃車後海岸電軌へ譲渡                   |
|        |        |        | 15     | 15     | 1915年? | 廃車後小田原電気鉄道へ譲渡?            |
|        |        |        | 16     | 16     | 1926年  |                                        |
|        |        |        | 17     | 17     | ?       |                                        |
|        |        |        | 18     | 18     | 1925年  | 廃車後海岸電軌へ譲渡                   |
|        |        |        | 19     | 19     | ?       |                                        |
| 7      | 12     | 21     | 21     | -      | 1904年  | スプレーグ式電車                       |

### 付随車
付随車は廃車される車両が出る都度番号を詰める様改番が行われていたようだが、記録が見つかっていない。明治末期の車両台帳には付随車は1 - 10の10両と記載されており、下表で1926年廃車となっている車両のうち3両が明治時代に廃車されていた可能性がある。
| 1899年 | 1900年 | 1901年 | 1902年 | 1904年 | 廃車    | 備考               |
| ------ | ------ | ------ | ------ | ------ | ------- | ------------------ |
| 5      | 1      | 1      | 1      | 1      | 1926年? |                    |
| 6      | 2      | 2      | 2      | 2      | 1926年? |                    |
|        | 5      | 5      | 5      | 5      | 1926年? |                    |
|        | 3      | 3      | 3      | 3      | 1926年? | 電動車3の車体流用  |
|        | 4      | 4      | 4      | 4      | 1926年? | 電動車4の車体流用  |
|        |        | 6      | 6      | 6      | 1907年? | 電動車1の車体流用? |
|        |        | 7      | 7      | 7      | 1926年? | 電動車2の車体流用  |
| 8      | 6      | 8      | 8      | -      | 1904年? | スプレーグ式電車   |
|        |        |        | 9      | 9      | 1926年? |                    |
|        |        |        | 10     | 10     | 1926年? |                    |
|        |        |        | 11     | 11     | 1926年? |                    |
|        |        |        | 12     | 12     | 1926年? |                    |
|        |        |        | 13     | 13     | 1926年? |                    |
|        |        |        | 14     | 14     | 1907年? |                    |
|        |        |        | 15     | 15     | 1926年? |                    |